# 美國自由主義
美国自由主义是指美國境內主張言論自由、新闻自由、宗教自由、政教分离、正當法律程序和法律之前人人平等等自由主义觀點的人群。 根据伊恩·亚当斯的说法，“美国所有政党都是自由主義政黨，而且一直以來都是這樣。从本质上讲，他们都支持古典自由主义。 